# Welcome Air
Welcome Air – nieistniejąca już austriacka linia lotnicza z siedzibą w Innsbrucku. Głównym węzłem był port lotniczy Innsbruck. W grudniu 2017 odbył się ostatni przelot linii, a wszystkiej jej maszyny zostały sprzedane.